# 安田登
安田 登（やすだ のぼる、1956年（昭和31年） - ）は、日本の能楽師、ロルファー。下掛宝生流ワキ方能楽師。

## 経歴
千葉県銚子市出身。銚子市立銚子高等学校卒業。大学の文学部で中国文学を専攻し、卒業後は千葉県の高校教員となる。
ワキ方の重鎮、鏑木岑男の謡に衝撃を受け、27歳のときに入門。国内外を問わず舞台をつとめ、小学生から大学生までの創作能や特別授業などの能ワークショップ、能のメソッドを採り入れた朗読ライブも公演、指導している。天籟能の会を主宰。
そのかたわら『論語』を学ぶ寺子屋「遊学塾」を主宰し、東京をはじめ全国で出張寺子屋を行っている。
また、日本で数少ない米国Rolf Institute公認ロルファー（身体のバランスを整えることを目的としてアメリカで生まれたボディワークであるロルフィングの専門家）の一人でもある。
90年代には3DCGに関する著作を上梓したりプレイステーション用ゲームのプロデュースを行うなどマルチな面を持っている。

## 著作
- 『ロルフィングとサイコシンセシスが導くキレイ革命 フェイシャル&スキンケア編』 BABジャパン出版局 2005年
- 『能に学ぶ身体技法』ベースボールマガジン社 2005年
- 『疲れない体をつくる｢和｣の身体作法 能に学ぶ深層筋エクササイズ』祥伝社 2006年（2011年に祥伝社黄金文庫より文庫化）
- 『能に学ぶ深層筋トレーニング』ベースボールマガジン社（DVDブック）2006
- 『日本語を生かすメリハリ読み!―漱石で学ぶ「和」の朗読法』春秋社 2006年
- 『ブロードマッスル活性術 武人の動きを修得せよ!』BABジャパン出版局　2006
- 『ワキから見る能世界』日本放送出版協会 生活人新書 2006年 『異界を旅する能 ワキという存在』ちくま文庫 2011年
- 『ゆるめてリセット ロルフィング教室-１日７分！体を芯からラクにするボディワーク』祥伝社 2006年
- 『日本人の身体能力を高める「和の所作」 足が速くなる!体が柔軟になる!集中力もつく!』マキノ出版 2007　『身体能力を高める「和の所作」』 ちくま文庫 2010年
- 『能に学ぶ「和」の呼吸法 信長がストレスをパワーに変えた秘密とは?』祥伝社 2008年　黄金文庫、2018
- 『身体感覚で「論語」を読みなおす。―古代中国の文字から』春秋社 2009年　新潮文庫、2018
- 『10のキーワードで味わう『論語』―智恵を読み解く古代文字』春秋社 2010年
- 『身体感覚で「芭蕉」を読みなおす。』春秋社 2012年
- 『体と心がラクになる「和」のウォーキング』祥伝社 2012年　黄金文庫、2019
- 『あわいの力 「心の時代」の次を生きる』ミシマ社　2014
- 『肝をゆるめる身体作法 不安や緊張を力に変える心身コントロール術』有楽出版社 2014
- 『日本人の身体』ちくま新書 2014
- 『本当はこんなに面白い「おくのほそ道」 おくのほそ道はRPGだった!』実業之日本社・じっぴコンパクト新書 2014
- 『イナンナの冥界下り』ミシマ社京都オフィス 2015
- 『あわいの時代の『論語』 ヒューマン2.0』春秋社　2017
- 『能 650年続いた仕掛けとは』新潮新書 2017
- 『不安や緊張を力に変える心身コントロール術』じっぴコンパクト新書 2017
- 『役に立つ古典』 (教養・文化シリーズ. NHK出版学びのきほん) 2019
- 『野の古典』紀伊國屋書店 2020

### 共著
- 『LightWave 3Dキャラクターアニメーション入門』（小林直樹との共著でグリオ名義） アスペクト 1997年
- 『ブロードマッスル活性術―武人の動きを修得せよ!』（毛利元貞と共著） BABジャパン出版局 2006年
- 『からだで作る〈芸〉の思想 武術と能の対話』前田英樹対談　大修館書店　2013

## DVD
- 『能楽師にしてロルファー安田登のブロードマッスル活性術』 ビーエービージャパン 2005年